# Flemming Rasmussen (strongman)
Flemming Rasmussen, pseudonim Guffi (ur. 12 marca 1968, zm. 13 lipca 2024) – duński trójboista siłowy i strongman.
Jeden z najlepszych duńskich strongmanów w historii tego sportu. Wielokrotny Mistrz Danii Strongman. Wicemistrz Świata Strongman 1997.

## Życiorys
Flemming Rasmussen wziął udział pięciokrotnie w indywidualnych Mistrzostwach Świata Strongman, w latach 1995, 1996, 1997, 1998 i 2001. W Mistrzostwach Świata Strongman 1998 nie zakwalifikował się do finału. W Mistrzostwach Świata Strongman 2001 nie zakwalifikował się do finału w wyniku kontuzji. Flemming Rasmussen oraz Henning Thorsen są tymi duńskimi siłaczami, którzy zajęli najwyższe lokaty (2. miejsce) w Mistrzostwach Świata Strongman, dla Danii.
W 2002 zakończył karierę siłacza. Zmarł rano 13 lipca 2024, po krótkiej chorobie.
Wymiary:
- wzrost 197 cm
- waga 160 – 170 kg
- biceps 58 cm
- klatka piersiowa 137 cm

Rekordy życiowe:
- przysiad 370 kg
- wyciskanie 270 kg
- martwy ciąg 330 kg

## Osiągnięcia strongman
- 1994
  - 3. miejsce – Mistrzostwa Danii Strongman
- 1995
  - 1. miejsce – Mistrzostwa Danii Strongman[8]
  - 9. miejsce – Mistrzostwa Europy Strongman 1995, Heide
  - 5. miejsce – Mistrzostwa Świata Strongman 1995, Bahamy
- 1996
  - 1. miejsce – Mistrzostwa Danii Strongman
  - 10. miejsce – Mistrzostwa Europy Strongman 1996, Helsinki
  - 4. miejsce – Mistrzostwa Świata Strongman 1996, Mauritius
- 1997
  - 6. miejsce – Mistrzostwa Europy Strongman 1997, Holandia
  - 8. miejsce – Drużynowe Mistrzostwa Świata Par Strongman 1997, Vaasa
  - 1. miejsce – Mistrzostwa Danii Strongman
  - 2. miejsce – Mistrzostwa Świata Strongman 1997, USA
- 1998
  - 1. miejsce – Mistrzostwa Danii Strongman
- 1999
  - 1. miejsce – Mistrzostwa Danii Strongman
- 2000
  - 1. miejsce – Mistrzostwa Danii Strongman
- 2001
  - 6. miejsce – Mistrzostwa Europy Strongman 2001, Helsinki
- 2002
  - 2. miejsce – Mistrzostwa Danii Strongman